# Huang Lei
Huang Lei (chinesisch 黃磊, Pinyin Huang Lei; * 10. März 1986) ist eine ehemalige chinesische Tennisspielerin.

## Karriere
Huang spielte hauptsächlich Turniere auf der ITF Women’s World Tennis Tour, wo sie einen Titel im Einzel und zwei im Doppel gewinnen konnte.

## Turniersiege

### Einzel
| Nr. | Datum        | Turnier | Kategorie   | Belag             | Finalgegnerin | Ergebnis |
| --- | ------------ | ------- | ----------- | ----------------- | ------------- | -------- |
| 1.  | 14. Mai 2006 | Tarakan | ITF $10.000 | Hartplatz (Halle) | Chen Yi       | 7:5, 6:4 |

### Doppel
| Nr. | Datum     | Turnier   | Kategorie   | Belag     | Partnerin | Finalgegnerinnen            | Ergebnis  |
| --- | --------- | --------- | ----------- | --------- | --------- | --------------------------- | --------- |
| 1.  | Juni 2007 | Changsha  | ITF $25.000 | Hartplatz | Xu Yifan  | Chan Chin-wei Kumiko Iijima | 6:3, 6:4  |
| 2.  | Juni 2007 | Guangzhou | ITF $50.000 | Hartplatz | Xu Yifan  | Chen Yanchong Zhou Yimiao   | 6:2, 7:64 |